# Cachoeira da Fumaça (Carrancas)

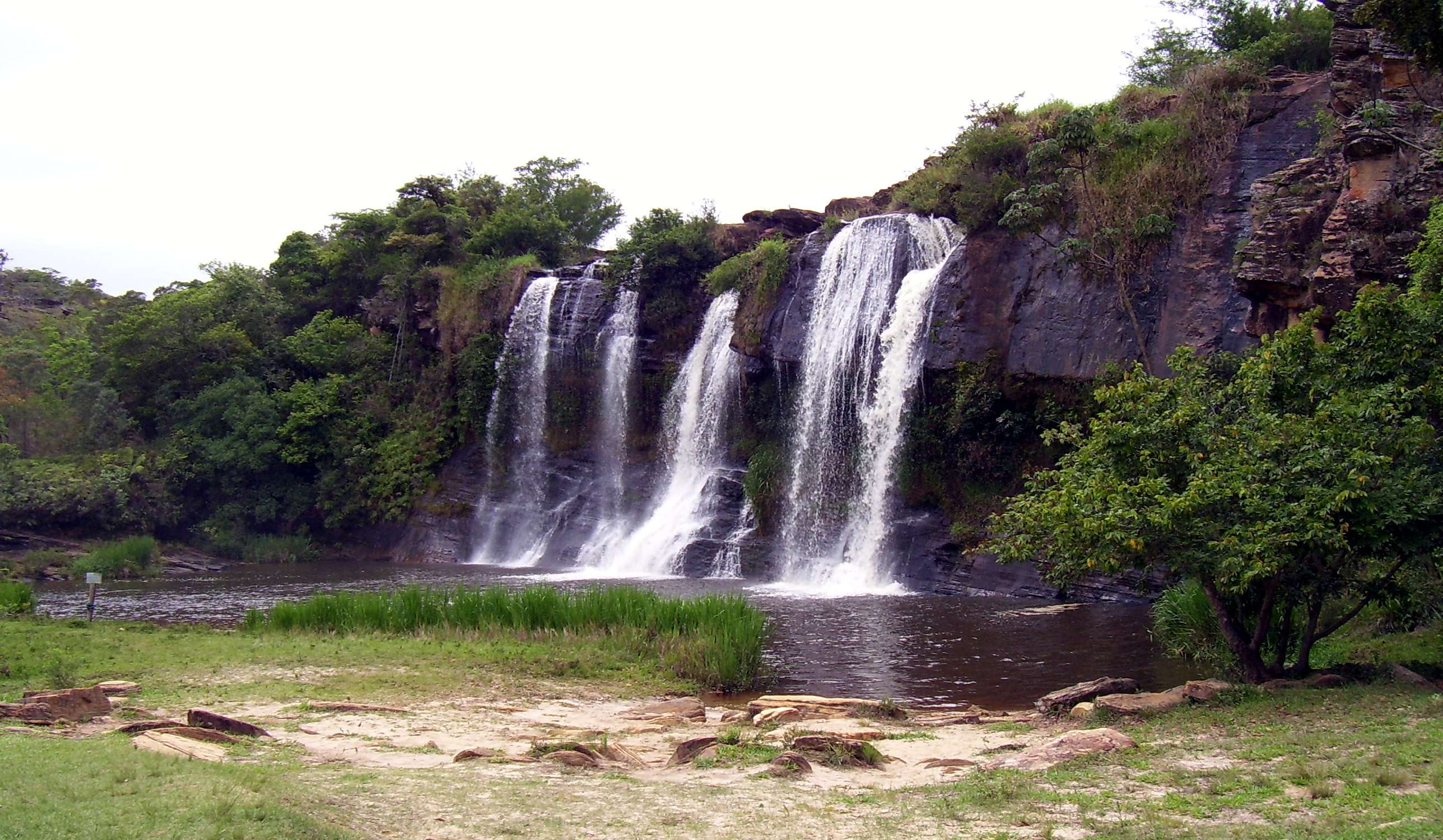
Cachoeira da Fumaça.jpg.

Cachoeira da Fumaça é uma queda-d'água localizada no Complexo da Fumaça, localizada a aproximadamente 6 Km do centro da cidade de Carrancas, Minas Gerais.
Possui 25 metros de queda d'água. Suas águas que formam a cachoeira vêm do Ribeirão Carrancas, que por sua vez recebe todo o esgoto sem tratamento produzido pela cidade.